# Sopor (film)
SOPOR är en svensk komedifilm från 1981 i regi av Tage Danielsson. Filmen är en satir över den svenska politiken och hade premiär den 21 mars 1981. I Stockholm gick den upp på biograferna Röda Kvarn, Vågen och Draken.

## Handling
En måndagsmorgon ockuperar ett gäng barn från Farsta som kallar sig själva SOPOR (Sveriges onödigförklarades protestorganisation) kungahuset och håller kungen i husarrest på slottet. Detta gör de för att få uppmärksamhet för sin syn på samhället. Den blott treåriga prinsessan Victoria gör gemensam sak med barnen.
Karikatyrer av samtida politiker och andra samhällsdebattörer, spelade av olika skådespelare, uppträder i filmen och kommenterar de politiska följderna av barnens agerande på ett komiskt överdrivet sätt av partiernas egentliga åsikter. Massmedia parodieras också: trots att barnens ockupation av slottet fortgår, är huvudnyheten på TV att man vid kontrollmätning har kommit fram till att avståndet mellan Björn Borgs och Ingemar Stenmarks lägenheter i Monaco är ett annat än man tidigare har trott.
Även samtida politiska företeelser kommenteras, till exempel parodieras folkomröstningsinstitutet efter att folkomröstningen om kärnkraft i Sverige haft tre olika linjer (valalternativ) och därför inte resulterat i något klart besked om folkets åsikt; i filmen hålls folkomröstning om monarkins vara eller icke vara, och mittenlinjen förespråkar en "ärftlig republik" med prinsessan Victoria som president.

## Om filmen
Filmen hade en mycket kort inspelningstid och en ovanligt kort efterarbetsperiod med målsättningen att ha premiär på årsdagen av Folkomröstningen om kärnkraften i Sverige 1980 som hölls den 23 mars.

### Mottagande
Jurgen Schildt skrev i Aftonbladet att "Detta är, med vederbörlig respekt, en sorts religiösa övertygelser. Religiösa övertygelser är oangripliga i kraft av sin religiositet, men inte i kraft av sina praktiska tillämpningar. Och de praktiska tillämpningarna, misstänker jag, kunde förtjäna en annan fars som förfärdigats av någon annan än Tage Danielsson. Lars Thalén skrev i samma tidning att filmen andades hat och förakt mot politiker.
Hanserik Hjertén skrev i Dagens Nyheter att "nog kan han bli lite allmänt välmenande i sin samhällskritik när han på sitt suveräna sagomaner sveper över allt som är snett och vint, från kärnkraft och miljöförstöring till onödigförklarade barn och pensionärer. Men man förlåter honom gärna. För med sin charm, humor, småknäppa fantasifullhet och smittande medmänsklighet räcker hans film en bra bit.
Bernt Eklund skrev i Expressen att "Han gör det med överrumplande, halsbrytande humor och ett djupt känt allvar. Hans nya film är snäll och rar och gullig - i bästa mening barnslig. Men innerst inne är den 'en svidande vidräkning', silkesvanten döljer knappast hästskon.
Jan Aghed skrev i Sydsvenskan att "SOPOR är [...] en binge oinspirerade, krystade och mestadels poänglösa infall och sketcher, framförda av skådisar som kväver sin talang i Svenska Ord-schabloner och sammanhållna av en rekordtöntig handling som saknar både regissör och klippare och är seg som ett Fälldintal i nya riksdagshuset.
I en dokumentärserie, Hasse och Tage (2019), av Jane Magnusson sades filmen vara mer ett debattinlägg än en film.

## Rollista (i urval)
- Brasse Brännström – Kung Carl XVI Gustaf
- Grynet Molvig – Drottning Silvia
- Lena Nyman – Prinsessan Victoria
- Tobias Goldman – Prins Carl Philip
- Kristian Almgren – Laban
- Hjördis Petterson – Eleonora Bruse
- Sven Lindberg – Olof Palme
- Allan Edwall – Thorbjörn Fälldin
- Margaretha Krook – Gösta Bohman
- Lars Amble – Ola Ullsten
- Pierre Lindstedt – Lars Werner
- Gösta Ekman – John Smith, chef för säkerhetspolisen
- Magnus Härenstam – Ulf Adelsohn
- Hans Alfredson – Holger Romander/Sigvard Wilén/Lennart Ljung/Curt Nicolin/Hans Werthén med flera
- Sven-Erik Olsson – Ludde
- Emelie Werkö – Fia
- Stefan Delvin – Rulle
- Mia-Lena Gusterman – Kringlan
- Sigge Fürst – Kalle
- Marianne von Baumgarten – Lisbeth Palme
- Gus Dahlström – tunnelbanekontrollant
- Hatte Furuhagen – polisläkare
- Eddie Axberg – bilförare
- Gunnar Svensson – vuxen
- Kar de Mumma – demonstrant för Linje 1 i monarkiomröstningen
- Claes Ljungmark – intervjuad AMS-jobbare
- Margareta Wästerstam – journalist[4]

Flera journalister och skådespelare medverkade: Lars Orup, June Carlsson, Olle Söderlund, Åke Ortmark, Bo Holmström, Christina Jutterström, Ingemar Odlander, Thord Carlsson, Marianne Stjernqvist, Tomas Alfredson, Hans Gustafsson, Jan Allan, Bo Andersson, Lars Gunnar Björklund (röst), Agneta Ehrensvärd, Gösta Engström, Solveig Faringer, Erik Fichtelius, Anders Gernandt (röst), Berit Gullberg, Sigvard Hammar, Cecilia Hjalmarsson, Mats Hådell, Tompa Jahn, Per-Erik Lindorm, Gordon Löwenadler, Annica Risberg och Lasse Sarri.

## Musik i filmen
- Sov du lille svensk, kompositör Gunnar Svensson, text Tage Danielsson, framförs instrumentalt av Jan Allan, sång Annica Risberg, Bo Andersson, Gunnar Svensson, Margit Svensson, Solveig Faringer och Grynet Molvig
- Sjungom studentens lyckliga dag (Studentsången), kompositör Prins Gustaf, text Herman Sätherberg, sång Tommy Körberg
- Kungssången (Ur svenska hjärtans djup), kompositör Otto Lindblad, text Talis Qualis
- Marcia Carolus Rex, kompositör Wilhelm Harteveld, instrumental.
- Rapportvinjett, kompositör Monica Dominique, instrumental.
- La Marseillaise (Marseljäsen), kompositör och fransk text 1792 Claude Joseph Rouget de Lisle, svensk text 1889 Edvard Fredin, instrumental.
- Eleonoras kuplett, kompositör Gunnar Svensson, text Tage Danielsson, sång Hjördis Petterson, Grynet Molvig och Lena Nyman
- Symfoni, nr 88, Hob. I:88, G-dur, kompositör Joseph Haydn, avsnitt ur symfonin frömförs instrumentalt
- Ingen behöver SOPOR, men SOPOR behöver dig, kompositör Gunnar Svensson, text Tage Danielsson
- Kungliga Södermanlands regementes marsch, kompositör Carl Axel Lundvall, instrumental.
- Systembolagets festmarsch, kompositör Charles Redland, instrumental.
- Kungliga Signalregementets marsch, kompositör Axel Bergström, instrumental.